# Ctenitis erinacea
Ctenitis erinacea är en träjonväxtart som beskrevs av Alan Reid Smith. Ctenitis erinacea ingår i släktet Ctenitis och familjen Dryopteridaceae. Inga underarter finns listade.